# Joseph Everard Harris
Joseph Everard Harris CSSp (Surrey Village, Lopinot Parish, Tunapuna-Piarco Region, Trinidad, 19 de março de 1942) é um ministro de Trinidad e arcebispo católico romano emérito de Port of Spain em Trinidad e Tobago.
Joseph Everard Harris entrou na ordem espiritana, fez sua profissão em 3 de novembro de 1967 e foi ordenado sacerdote em 14 de julho de 1968. De 1993 a 1999 foi reitor do seminário “St. João Vianney e os Mártires de Uganda” em Tunapuna.
Papa Bento XVI nomeou-o Arcebispo Coadjutor de Port of Spain em 8 de julho de 2011. O arcebispo de Port of Spain, Edward Joseph Gilbert CSsR, concedeu-lhe a consagração episcopal em 14 de setembro do mesmo ano; Os co-consagradores foram Malcolm Patrick Galt CSSp, ex-bispo de Bridgetown, e Gabriel Malzaire, bispo de Roseau.
Com a aposentadoria de Edward Joseph Gilbert, ele o sucedeu em 26 de dezembro de 2011 como arcebispo de Port of Spain. O Papa Francisco aceitou sua aposentadoria em 19 de outubro de 2017.